# Trens

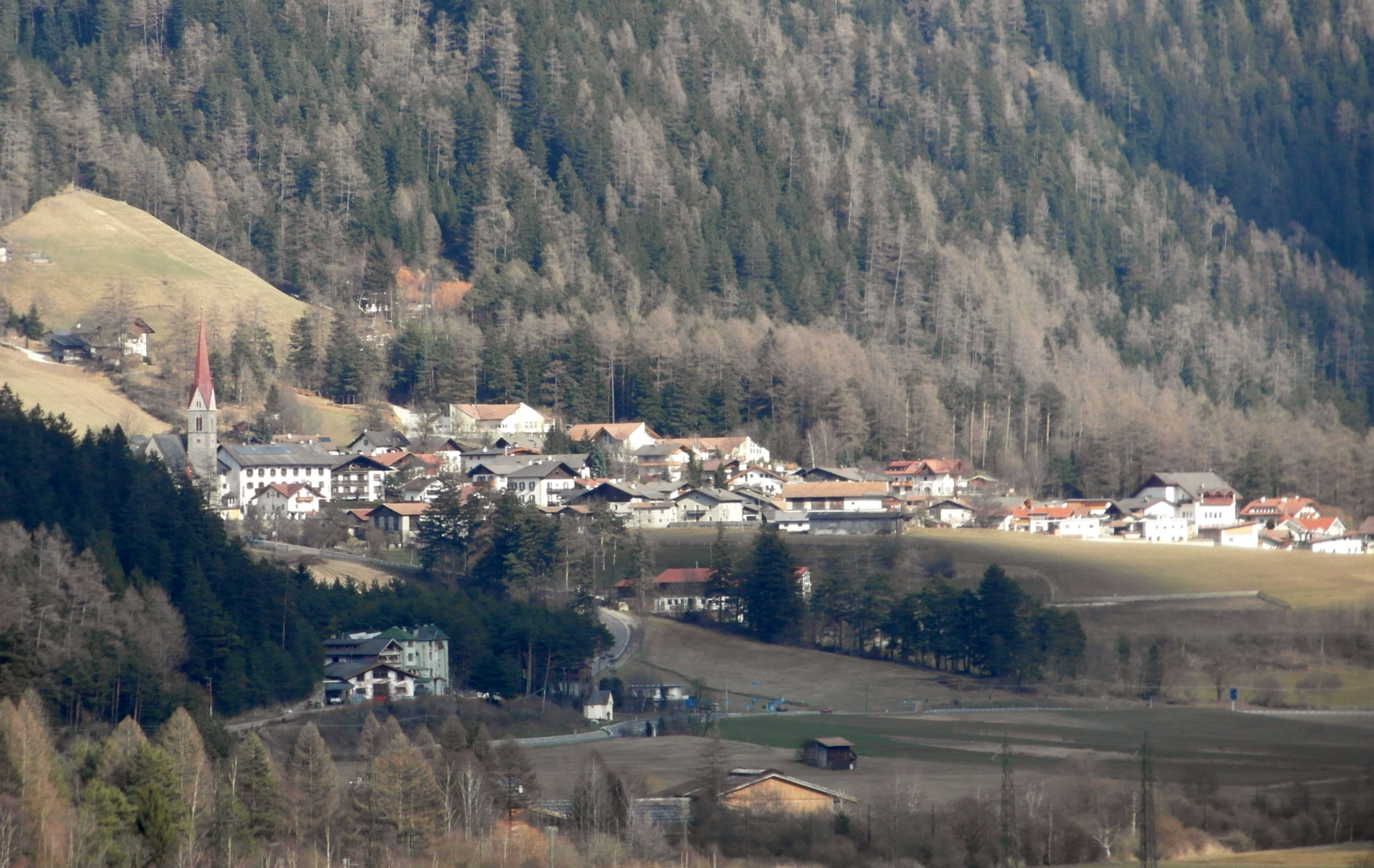
Blick auf Trens

Trens ist ein Dorf in der Südtiroler Gemeinde Freienfeld, knapp südöstlich von Sterzing. Das Dorf befindet sich auf rund 1000 m Höhe im Wipptal auf der orographisch linken Seite des Eisack und hat rund 700 Einwohner. Hinter den Häusern steigt das Gelände zu den westlichsten Ausläufern der Pfunderer Berge an. Etwas unterhalb von Trens näher am Fluss liegt die kleine Ortschaft Freienfeld, in der das Rathaus der Gemeinde angesiedelt ist und die von der Brennerstaatsstraße und der Brennerbahn durchquert wird. Bereits auf der gegenüberliegenden Seite des Eisack befinden sich die Raststätte Trens an der Brennerautobahn sowie das Dorf Stilfes.
827 wird Trens in der sogenannten Quartinus-Urkunde als „Torrentes“ erstmals genannt – dortiger Besitz wird an das Kloster Innichen übertragen.
Bekannt ist das Dorf in erster Linie für die Wallfahrtskirche Maria Trens, in der eine Marienstatue verehrt wird. Das ehemals selbstständige Trens wurde 1928 mit Stilfes und Mauls zur heutigen Gemeinde Freienfeld fusioniert. An öffentlichen Einrichtungen bestehen ein Kindergarten und eine Grundschule für die deutsche Sprachgruppe sowie ein Vereinshaus.